# Бомон ди Лак
Бомон ди Лак (фр. Beaumont-du-Lac) је насеље и општина у централној Француској у региону Лимузен, у департману Горња Вијена која припада префектури Лимож.
По подацима из 2011. године у општини је живело 161 становника, а густина насељености је износила 6,73 становника/km². Општина се простире на површини од 23,91 km². Налази се на средњој надморској висини од 650 метара (максималној 799 m, а минималној 496 m).

## Демографија
| 1962. | 1968. | 1975. | 1982. | 1990. | 1999. | 2011. |
| ----- | ----- | ----- | ----- | ----- | ----- | ----- |
| 140   | 179   | 156   | 149   | 129   | 132   | 161   |

График промене броја становника у току последњих година